# Willem Treub
Marie Willem Frederik Treub, född den 30 december 1858 i Voorschoten, död den 24 juli 1931 i Haag, var en nederländsk socialvetenskaplig författare och politiker, bror till Melchior och Hector Treub.
Treub blev 1885 docent vid Universiteit van Amsterdam, var 1896-1905 professor där i socialekonomi och statistik, ägnade sig därefter åt politisk verksamhet i det frisinnat-demokratiska partiets tjänst och var 1913-1918 finansminister. Han grundlade 1900 och ledde Hollands arbetsstatistiska byrå (Centraal bureau voor sociale adviezen) och varit en av stöttepelarna för den kooperativa rörelsen i Nederländerna. Bland hans arbeten märks en prisbelönt avhandling om Nederländernas beskattningsväsen (1883), vidare Het wijsgeerig-ekonomisch stelsel van Karl Marx (2 band, 1902), ett av Marxlitteraturens yppersta verk, och Sociale fragen (1904).